# Jean Heurtaux
Pour les articles homonymes, voir Heurtaux.
Le capitaine Jean Heurtaux, né en 1914 et mort le 14 mai 1953 à 38 ans, était un pilote automobile de course français amateur, militaire dans l'armée de terre.

## Biographie
Après avoir fait quelques courses motocyclistes avant-guerre, il débuta réellement la compétition automobile en 1950 durant Liège-Rome-Liège (sur Simca).
Le 12 mars 1953, il fut mandaté avec le colonel Marceau Crespin par l'armée française pour ramener par voie terrestre une Delahaye type 235 Coach 6 cylindres 3,6 L. de 152 CV en empruntant la route du Hoggar. Cette voiture venait de terminer dixième du second Rallye Alger-Le Cap avec le commandant Pottier, le capitaine de Courcel et le sergent chef Houard, après un parcours de près de 16 000 kilomètres entamé en février. La chose fut faite en 10 jours, 5 heures et 15 minutes, ce qui constitua à l'époque un nouveau record de la distance sud-nord africaine établi entre le Cap et Alger, sur 14 300 kilomètres. Arrivés à Paris, les deux hommes firent encore parcourir 566 kilomètres à leur voiture sur l'autodrome de Linas-Montlhéry.
Jean Heurtaux décéda après avoir franchi la ligne d'arrivée de la course de côte de Planfoy (près de Saint-Étienne) en vainqueur, son véhicule faisant une embardée de cause mal identifiée (bien que des pièces du véhicule aient été retrouvées avant la sortie de route), puis percutant un poteau et deux arbres tout en éjectant son conducteur avant de s'embraser.

## Palmarès

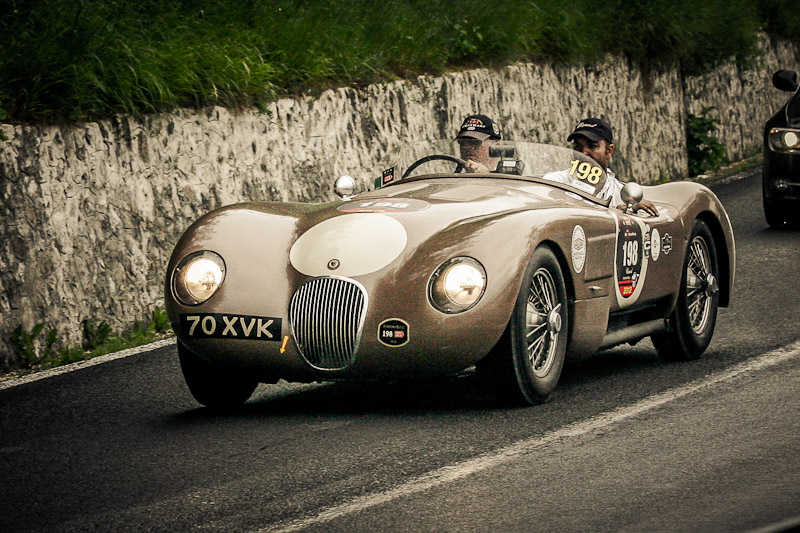
Exemple de Jaguar C-Type (Heurtaux avait acheté à l'importateur Delecroix l'un des 3 exemplaires commercialisés en France pour pilotes privés, avec Glans et Roboly).

- 12 Heures de Hyères en 1952 avec le colonel Marceau Crespin, sur Jaguar XK120 6L. 2V (et premiers à l'indice de performance);
- Coupes de Printemps en 1952, sur Porsche (voiture de production classe 2L., à Montlhéry);
- Côte de Planfoy en 1953, sur Jaguar XKC 035 (et record de l'ascension);
  - 3e de la Stella Alpina en 1952, sur Jaguar XK120;
  - 6e du Rallye Monte-Carlo en 1952, avec le colonel Marceau Crespin sur Jaguar Mark VII 3.4 L. (après être partis de Lisbonne).

## Hommages
- Lors de l'édition 1953 des 12 Heures de Hyères, une minute de silence fut observée en son honneur, et en celui de Pierre Pagnibon. De même l'un des trophées décernés à l'issue de la course porta son nom.
- Une stèle a été érigée dans le col de la République, avec pour texte : « Au Capitaine Jean HEURTAUX de l’Écurie Internationale Côte d'Azur, Mort en course le 14 mai 1953 ».